# Presicce-Acquarica
Presicce-Acquarica ist eine italienische Gemeinde (comune) mit 9241 Einwohnern (Stand 31. Dezember 2023) in der Provinz Lecce, Region Apulien.

## Geographie
Die Gemeinde liegt etwa 65 Kilometer südwestlich von Lecce. Die Nachbargemeinden sind Alessano, Ruffano, Salve, Specchia, Taurisano, Ugento.

## Verwaltungsgliederung
Die Gemeinde besteht aus den beiden Fraktionen Presicce und Acquarica del Capo.

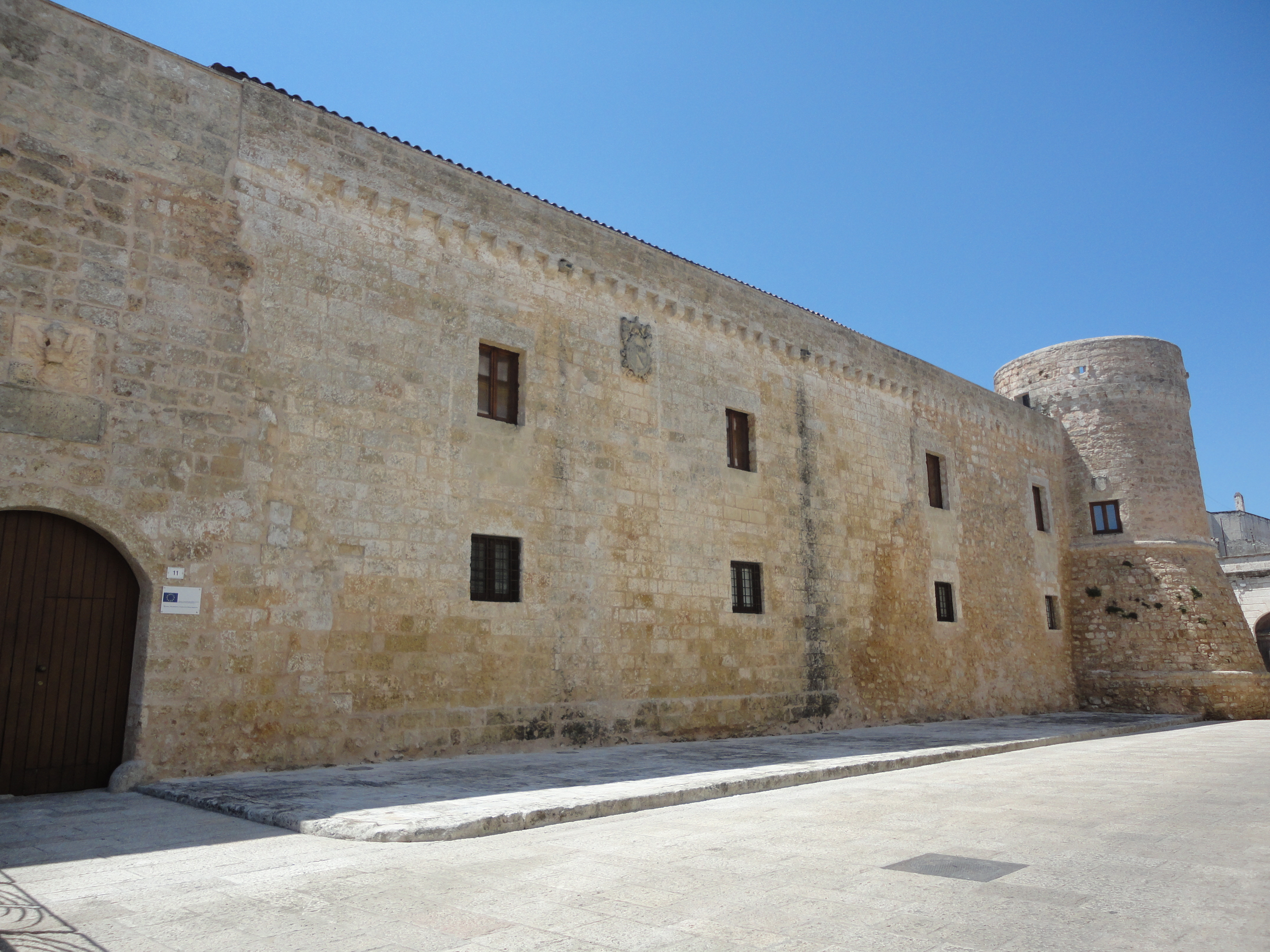
Castello Acquarica del Capo

## Geschichte
Presicce-Acquarica entstand 2019 aus dem Zusammenschluss der ehemaligen Gemeinden Presicce und Acquarica del Capo. Es handelte sich dabei um den ersten Gemeindezusammenschluss in der Region Apulien.